# 前南菜園日式宿舍
前南菜園日式宿舍，位於前台灣總督兒玉源太郎別院「南菜園」附近，為前南菜園日人宿舍區的一部分，住宅多以南北向規劃，前後配置有庭院，以植栽營造優美的環境，保有日治時期公務員宿舍群之特色。本宿舍群含有直轄市定古蹟共五處。

## 建築特色
外觀是地上一層雙併式木造日式宿舍。保有日式宿舍的群體格局，並呈現出日本殖民統治時階級分明之住居概念與當時金融單位宿舍之優越性。連同庭園空間、紅磚圍牆以及大門成為當時宿舍群的環境景觀。
由建築型式與構造可以看見採用了適合台灣氣候的做法，包括紅磚砌通氣孔、門廊、簷廊、高天花等。進到室內裡，建築構造與內裝保存原有精緻作工，包括天花、「欄間」、「床之間」、「雨戶袋」等。
本區所在地原為兒玉源太郎別墅故址，後規劃為高級日式官員宿舍，移植日本生活文化，意義有別於城中文藝復興西式建築。

## 地理位置
該宿舍群座落於日治時期的台北市佐久間町四丁目，現為中正區南福里。大致所在南昌路二段4巷及牯嶺街所夾梯形範圍部分。

## 歷史沿革
日治時期為了提供當時從日本來臺任職的政經文教人員住居，透過都市計畫設置公務員宿舍，此區便是此歷史下之產物。

### 文資身份
2006年七月25日經台北市政府文化局公告指定「牯嶺街81巷4號」、「南昌路2段2巷2、4號」二棟建築為直轄市定古蹟；而「牯嶺街81巷6、8號」、「南昌路二段二巷6、8 號」及「南昌路二段二巷10、12號」三處則登錄為歷史建築。2016年九月台北市政府文資審議委員會稱2006年文資審議時即肯定前三處具指定古蹟之價值，惟因當時時空背景關係僅登錄為歷史建築，結論同意歷史建築部分同南菜園日式宿舍群指定為古蹟。2019年2月18日公告將上述三處歷史建築併入直轄市定古蹟「前南菜園日式宿舍」，並廢止其原歷史建築身份。
- 南昌路二段2巷2、4號
- 南昌路二段2巷8、10號

### 火災

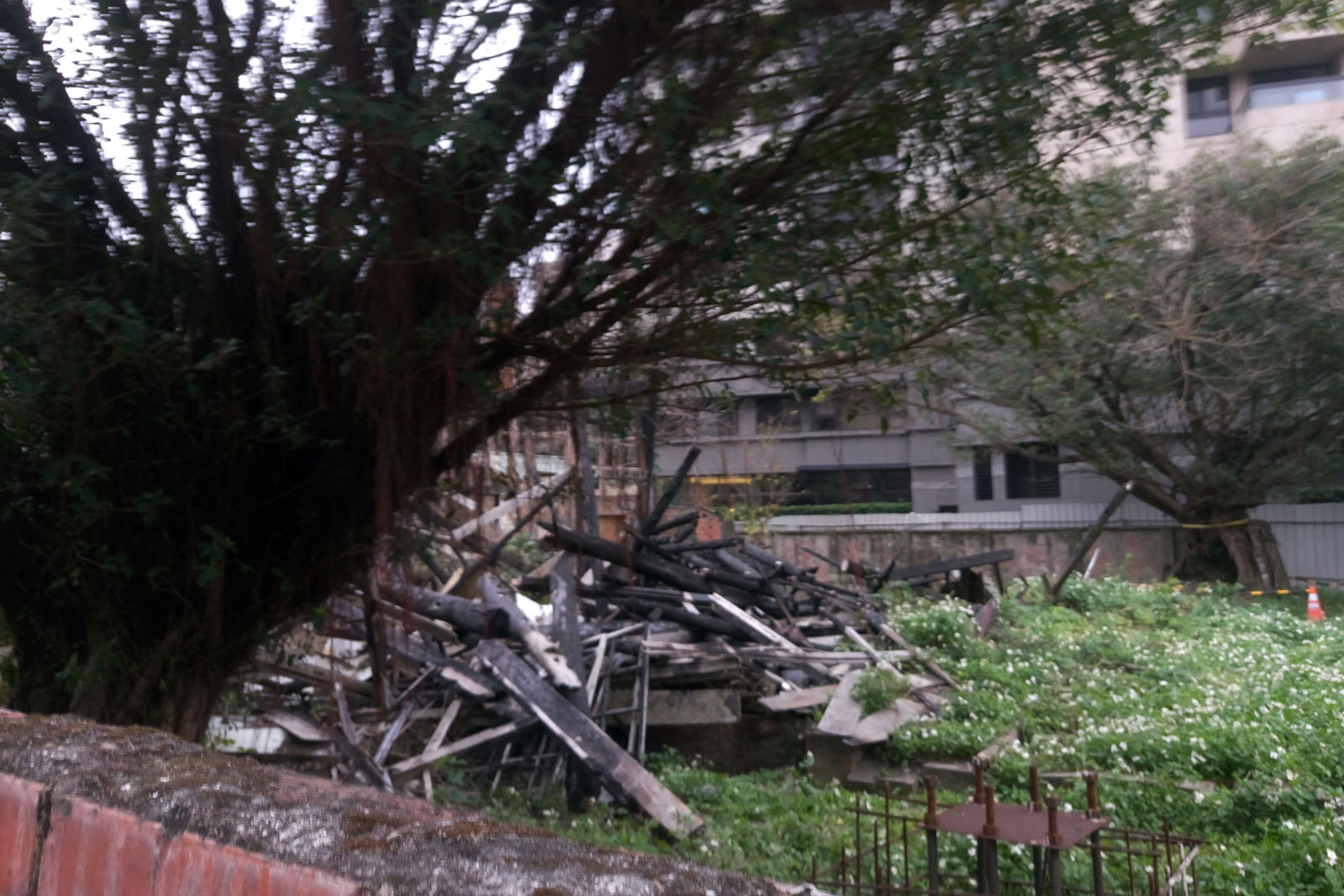
古蹟前南菜園日式宿舍之一的牯嶺街81巷4號建物遭祝融燒毀後的樣子

2016年八月4日前南菜園日式宿舍群傳出火警，導致市定古蹟「牯嶺街81巷4號」焚毀。台北市文化局接獲消防局通報前南菜園日式宿舍失火，隨即依據「古蹟及歷史建築重大災害應變處理辦法」相關規定，啟動應變處理小組會勘，封鎖現場，要求產權人臺灣銀行進行損害調查並提出修復計畫。隔年二月，文化局採用消防局認定的起火原因，是為施工不慎導致，因此開罰先前負責修復工程的包商50萬元。臺灣銀行目前也已著手進行全區四處建築的修復。

## 外部連結
- 前南菜園日式宿舍－牯嶺街81巷6、8號—文化部文化資產局 （页面存档备份，存于）
- 前南菜園日式宿舍－南昌路2段2巷6、8號—文化部文化資產局 （页面存档备份，存于）
- 前南菜園日式宿舍－南昌段2段2巷10、12號—文化部文化資產局 （页面存档备份，存于）
- 前南菜園日式宿舍—文化部文化資產局 （页面存档备份，存于）